# جانی فارسین
جانی فارسین (ایتالیایی: Gianni Faresin؛ زادهٔ ۱۶ ژوئیهٔ ۱۹۶۵) دوچرخه‌سوار اهل ایتالیا است.